# Лонг-Біч (Міссісіпі)
Лонг-Біч (англ. Long Beach) — місто (англ. city) в США, в окрузі Гаррісон штату Міссісіпі. Населення — 16 780 осіб (2020).

## Географія
Лонг-Біч розташований за координатами 30°21′37″ пн. ш. 89°9′48″ зх. д. / 30.36028° пн. ш. 89.16333° зх. д. (30.360187, -89.163412).  За даними Бюро перепису населення США в 2010 році місто мало площу 26,92 км², з яких 25,91 км² — суходіл та 1,01 км² — водойми.

## Демографія
Згідно з переписом 2010 року, у місті мешкали 14 792 особи в 5736 домогосподарствах у складі 4032 родин. Густота населення становила 550 осіб/км².  Було 6695 помешкань (249/км²).
Расовий склад населення:
| - 85,5 % — білих - 8,3 % — чорних або афроамериканців - 2,6 % — азіатів - 0,5 % — корінних американців - 0,1 % — вихідців з тихоокеанських островів - 1,1 % — осіб інших рас |

До двох чи більше рас належало 2,0 %. Частка іспаномовних становила 3,7 % від усіх жителів.
За віковим діапазоном населення розподілялося таким чином: 24,7 % — особи молодші 18 років, 61,1 % — особи у віці 18—64 років, 14,2 % — особи у віці 65 років та старші. Медіана віку мешканця становила 39,3 року. На 100 осіб жіночої статі у місті припадало 90,3 чоловіків;  на 100 жінок у віці від 18 років та старших — 88,1 чоловіків також старших 18 років.
Середній дохід на одне домашнє господарство  становив 61 972 долари США (медіана — 48 895), а середній дохід на одну сім'ю — 71 288 доларів (медіана — 60 655). Медіана доходів становила 42 444 долари для чоловіків та 32 773 долари для жінок. За межею бідності перебувало 15,2 % осіб, у тому числі 23,4 % дітей у віці до 18 років та 7,4 % осіб у віці 65 років та старших.
Цивільне працевлаштоване населення становило 7007 осіб. Основні галузі зайнятості: освіта, охорона здоров'я та соціальна допомога — 24,3 %, мистецтво, розваги та відпочинок — 15,8 %, роздрібна торгівля — 10,7 %, науковці, спеціалісти, менеджери — 9,7 %.